# NGC 7427
NGC 7427 في الفهرس العام الجديد، هي مجرة، تقع في كوكبة الفرس الأعظم. اكتشفت في 22 نوفمبر 1865 بواسطة أوتو فيلهلم فون ستروف.

## روابط خارجية
- NGC 7427 على موقع ويكي سكاي: DSS2, SDSS, GALEX, IRAS, Hydrogen α, X-Ray, Astrophoto, Sky Map, Articles and images